# Arthur Haggai Oder
Arthur Haggai Okelo Oder (* 25. September 1938 in Aboke; † 26. Juni 2006) war Richter am Supreme Court of Uganda, dem obersten Gerichtshof von Uganda.
Nach seiner Schulausbildung studierte Oder ab 1960 in Großbritannien. Das Jurastudium schloss er 1965 ab, 1966 erhielt er seine Zulassung als Rechtsanwalt. Ende 1966 kehrte er nach Uganda zurück, wo er zunächst als Anwalt praktizierte.
1977 floh Oder nach Sambia ins Exil. Nach dem politischen Umbruch in Uganda 1979, kehrte Oder Mitte 1980 nach Uganda zurück, wo er zum Richter am High Court ernannt wurde. 1988 erfolgte seine Berufung an den Supreme Court. Als solcher war Oder auch Mitglied der Untersuchungskommission, welche den Menschenrechtsverletzungen in der Zeit von 1962 bis 1986 nachging. Die Kommission schloss ihre Arbeit 1994 ab.
Oder litt an Krebs sowie unter Diabetes und Bluthochdruck. Er starb am 26. Juni 2006.